# Yūji Sakakura
Yūji Sakakura (阪倉 裕二?, Sakakura Yūji; Yokkaichi, 7 giugno 1967) è un ex calciatore giapponese, di ruolo difensore.

## Palmarès

### Nazionale
- Coppa d'Asia: 1

1992